# 会計事務所サンタックスオフィス
会計事務所サンタックスオフィス（英名： Suntax Office）は、大阪府大阪市中央区安土町に本社を置く会計事務所である。

## 概要
- 創業：2007年（平成19年）
- 本社：大阪市中央区安土町2丁目3番13号 大阪国際ビルディング9階
- 代表者：河合 晃男
- 事業内容
  - 財務コンサル
  - 経理代行
  - 創業融資
  - 税理士業務
  - M&A
  - 相続業務

## 沿革
- 2007年04月（平成19年） 開業
- 2017年09月（平成29年） 業務拡大に伴い移転（大阪市中央区安土町）